# Русановское газовое месторождение
Русановское газовое месторождение — газовое месторождение России, расположено в Карском море. Открыто в 1992 году. Газоносность связана с терригенными отложениями танопчинской свиты неоком-аптского возраста.
Месторождение содержит семь залежей конденсатсодержащего газа. Залежи на глубине 1650—2450 м. На месторождении пробурено 2 скважины.
Начальные запасы 3,0 трлн м³ природного газа.